# Köttelbach (Dhünn)
Der Köttelbach (auch „Köttelsbach“) ist ein knapp 4 km langer orographisch rechter und nordöstlicher  Zufluss der Dhünn. 

## Geographie

### Verlauf
Der Köttelbach entspringt in Leverkusen-Lützenkirchen in der Nähe des Sportplatzes. Er fließt, teils auch unterirdisch, in südwestlicher Richtung, seiner Hauptfließrichtung, welche er im Wesentlichen bis zu seiner Mündung beibehält. Am Ortsrand nimmt er den Holzer Bach auf. In Quettingen fließt der Bach durch den Wald Bürgerbusch. Östlich der Jakob-Fröhlen-Straße wird er von dem kleinen Wiesenbach und kurz danach vom Mönchsbach und vom Blankenburger Bach gespeist. Der Köttelbach fließt nun durch die Fixheide. Etwas später wird er vom Landsbergbach gestärkt und unterquert die Schlebuscher Straße und den Bahndamm  der Güterzugstrecke Mülheim-Speldorf-Troisdorf. Er fließt am kleinen Bergsee vorbei, unterquert die Autobahn A 1 und mündet in Alkenrath bei den Gleisanlagen der Bahnstrecke Opladen-Köln in die Dhünn.

### Zuflüsse
Zu den Zuflüssen des Köttelbaches gehören (flussabwärts betrachtet)
- Holzer Bach (links), 0,709 km
- Wiesenbach (rechts), 0,143 km
- Mönchsbach (rechts), 0,395 km
- Blankenburger Bach (links), 1,629 km
- Landsbergbach (links), 1,971 km

### Flusssystem Dhünn
- Liste der Fließgewässer im Flusssystem Dhünn

## Natur und Umwelt

### Verschmutzung
Im Gewässergütebericht 2001 des Landesumweltamtes von  Nordrhein-Westfalen wird der Köttelbach als kritisch belastet (Güteklasse II-III) eingestuft.

### Biosphäre
Der Bürgerbusch, ein Waldgebiet in Leverkusen, ist ein reiches Refugium für zahlreiche verschiedene Tier- und Pflanzenarten.